# رامون فيرير
رامون فيرير (بالإسبانية: José Ramón Ferrer) هو راكب الكنو مكسيكي، ولد في 23 سبتمبر 1968 في مدينة مكسيكو في المكسيك.

## وصلات خارجية
- رامون فيرير على موقع أوليمبيديا (الإنجليزية)